# شادی وحیدی
شادی وحیدی (متولد تهران) موسیقیدان ایرانی، آهنگساز، خواننده، تنظیم کننده، نوازنده تار و سه تار ،بداهه نواز، معلم موسیقی کودک و مربی متد میوز ماسل است.

## زندگی‌نامه
شادی وحیدی موسیقی را با فراگیری ساز پیانو نزد پدر از کودکی آغاز کرد. در نوجوانی دوره مقدماتی سه تار و سپس تار را نزد منوچهر عبداللهی و کمال رضایی فراگرفت و پس از آن همزمان با یادگیری ردیف میرزاعبدالله نزد آذر زرگریان در دانشگاه هنر، به فراگیری سلفژ و صداسازی و ردیف آوازی موسیقی ایرانی نزد ملک بابایی پرداخت. سپس مدت ده سال نزدداریوش پیرنیاکان، ردیف آقاحسینقلی و ردیف دوره عالی علی اکبر شهنازی و آهنگسازی در فرمهای موسیقی ایرانی را فراگرفت. وی پس از آن در کلاس‌های محمدرضا لطفی شرکت کرد و همزمان جذب گروه همنوازان شیدا و گروه بانوان شیدا شد.

## آثار و فعالیت‌های هنری
شادی وحیدی علاوه بر فعالیت‌های آموزشی، در سال‌های فعالیت خود با گروه‌های مختلفی همکاری و اجرا و ضبط داشته‌است که از مهم‌ترین آنها می‌توان به موارد زیر اشاره کرد:
- آلبوم تصویری هنر گام زمان اثر محمدرضا لطفی
- آلبوم جادوی سکوت اثر حمیدرضا مرتضوی
- آلبوم زخمه ساز اثر محمدرضا لطفی
- آلبوم آرش کمانگیر اثر حمید سلطانیه
- آلبوم دل پولادم اثر حمید سلطانیه

همچنین از تک آهنگها و موزیک ویدیوهای تأثیرگذار شادی می‌توان به آهنگ‌های زیر اشاره کرد:
- سفر
- شوق مستی
- فال حافظ
- ساز بهار
- غم عشق
- مست و هوشیار (خواب و بیدار)
- بازخوانی ترانه  مرمر رؤیا
- بازخوانی ترانه ارمنی  هو آرک
- بازخوانی ترانه گفتم غم تو دارم

برخی از آهنگهای بی‌کلام شادی وحیدی عبارتنداز:
- والس نوا
- راز پاییز
- بوی بهار
- ساز بهار
- امید بهار
- چهارمضراب گاه عشق

مهم‌ترین اثر شادی وحیدی آلبوم گاه عشق می‌باشد که در سال ۱۳۹۲ در ایران به‌طور غیررسمی منتشر شد. در این آلبوم که برروی اشعار سعدی ساخته شده است، وی به عنوان خواننده، آهنگساز، نوازنده تار و سه تار و تار ابریشم فعالیت نموده است. درهمان زمان اولین موزیک ویدیوی مستقل شادی که برروی آهنگ آخر این آلبوم به نام از من چرا رنجیده‌ای ساخته شده بود پخش شد
شادی وحیدی در سال ۱۳۹۴ پس از ممنوع کار شدن توسط دادسرای فرهنگ و رسانه، مجبور به ترک کشور شده و در کشور ارمنستان ساکن شد. این مهاجرت اجباری، کارنامه کاری درخشانی را برای وی به همراه داشت. همکاری با موسیقیدان‌های مطرح ارمنستان همچون لوون تِوانیان و تجربه‌های اجرایی فراوان او در این کشور آثار باارزشی را در موسیقی تلفیقی بجا گذاشت.